# نانسي هيغينز
نانسي هيغينز (بالإنجليزية: Nancy Higgins)‏ هي مجدفة كندية، ولدت في 23 أبريل 1954 في أوشاوا في كندا.

## وصلات خارجية
- نانسي هيغينز على موقع الاتحاد الدولي للتجديف (الإنجليزية)
- نانسي هيغينز على موقع اللجنة الأولمبية الدولية (الإنجليزية)
- نانسي هيغينز على موقع أوليمبيديا (الإنجليزية)